# كارل دي فوجت
كارل دي فوجت (بالألمانية: Carl de Vogt)‏ (و. 1885 – 1970 م) هو ممثل أفلام ألماني، ولد في كولونيا، كان عضوًا في الحزب النازي، كان عضوًا في كتيبة العاصفة، توفي في برلين، عن عمر يناهز 85 عاماً.

## وصلات خارجية
- كارل دي فوجت على موقع IMDb (الإنجليزية)
- كارل دي فوجت على موقع ألو سيني (الفرنسية)
- كارل دي فوجت على موقع أول موفي (الإنجليزية)
- كارل دي فوجت على موقع قاعدة بيانات الأفلام السويدية (السويدية)
- كارل دي فوجت على موقع قاعدة بيانات الفيلم (الإنجليزية)
- كارل دي فوجت على موقع كينوبويسك (الروسية)